# 직장의 신
《직장의 신》은 2013년 4월 1일부터 2013년 5월 21일까지 KBS 2TV에서 방영된 KBS 월화 미니시리즈이다.
이 드라마는 2007년 SBS 플러스를 통해 대한민국에도 방영된 일본의 니혼TV 드라마 《파견의 품격》(ハケンの品格, 2007)을 리메이크하였으며, 당초 제목이 〈돌아와요 미스김〉이었으나 이미 방영된 《돌아와요 순애씨》나 《힘내요 미스터 김》 등의 드라마와 차별화를 두기 위해 변경했다.

## 줄거리
부장님도 쩔쩔매는 '슈퍼갑 계약직' 미스김과 그녀를 둘러싼 정규직 노동자들과의 직장생활기.
2007년 은행 화재사건으로 김점순은 정규직 노동자도 정리해고될 수 있고, 국가와 자본에 의해 억압될 수 있음(=신자유주의)을 깨닫고는 회사를 위해 살지 않기 위해 자발적인 기간제 비정규직을 선언하며 본명 대신 미스김이라 이름 짓고(자신의 이름을 알리지 않음으로써, 사업장이라는 조직에 소속되지 않으려고 하는 것임), 자격증을 170여 가지를 취득한 후 사회에서 명망받는 계약직으로 살아간다. 그녀는 절대로 3개월 이상 계약하지 않으며, 근로기준법 제50조(근로시간)에서 정한 노동시간인 하루 8시간, 주 40시간만 일하는 것(즉, 월요일부터 금요일까지, 오전 9시부터 휴게시간인 점심시간을 뺀 오후 18시)을 원칙으로 삼고, 사용자와 근로계약서로써 정한 노동계약기간이 끝난 이후에는 한국 땅을 떠나 스페인을 떠돌며 여행한다. 그러던 중 와이장 식품과의 계약이 성사되고 다시 한국으로 건너온다.
그 이전 회사와 마찬가지로 연장노동(사용자와 노동자가 근로계약서로써 합의한 소정노동시간이나 근로기준법에서 정한 8시간을 초과하는 노동, 간혹 공공기관에서 비정규직들을 노무관리하는 공무원들이 노동법에 무지해서 30분은 연장노동수당을 주지 않아도 되는 것처럼 잘못 이해하시는데, 소정노동시간이나 근로기준법 제50조에서 정한 노동시간을 30분이든, 1시간이든 지나면 사용자가 정기적, 일률적으로 지급하는 통상임금의 0.5배를 지급해야 한다.), 야간노동(22시부터 06시, 야간노동수당과 휴일노동수당 모두 통상임금의 1.5배), 업무 외적인 일을 할 경우 철저히 근로기준법 56조에서 정한 가산수당(야간노동수당, 휴일노동수당, 연장노동수당, 근로기준법 제56조)을 요구하며, 와이장 정규직 노동자들과도 확실히 선을 긋는다. 계약직인 미스 김이 이러한 요구를 할 수 있는 것은 다양하고 많은 자격증들과 회사 내 업무와 잡무들을 훌륭히 처리하기 때문이다 실제로 러시아 할인마트 사라시바 CEO와의 수출교섭에서 여장부인 사라시바가 가격을 맞추어주지 않으면 다른 구매자와 교섭을 하겠다고 하자, 미스 김이 화난 표정을 지으며 엉터리 러시아말로써 어르고, 여장부들의 기싸움에서 이겼음을 직관한 미스 김이 진짜 러시아말로 "동의하는 거지요?"라고 물어서 할인률 5퍼센트로 합의를 이끌어낸다. 덕분에 미스 김, 황갑득 사 부장, 무정한 팀장 앞에서 러시아말을 뽐내고자 한 장규직은 넋나간 표정, 무정한 팀장은 따뜻한 웃음을 짓고, 황갑득 부장은 기뻐서 사용자에게 알리러 간다.
하지만 그곳에서 금융노동자였던 자신의 과거 미숙한 모습과 많이 닮은 정주리를 보면서 그녀에게 찾아온 위기를 그냥 넘기지 못하고 여러 번 구해준다. 정주리 씨가 회의를 할 때 쓴 문서가 든 유에스비를 택시에 놓고 내렸는데, 폐차장 흙더미산속에 있던 유에스비를 흔히 포크레인(상표가 굴삭기를 뜻하는 이름씨(명사)로서 불리는 것임.)이라고 부르는 굴삭기(실제 같이 드라마에 출연한 오지호 씨에 의하면 김혜수 씨는 이 장면을 찍기 위해 드라마를 찍기 전 7시간이나 연습했고, 우먼센스 잡지에 의하면 김혜수 씨 자신도 중장비 기사 자격증을 취득하지 않았을 뿐이지 상당히 연습을 했다고 한다.)를 가져와서 꺼내주고(물론 점심시간은 휴게시간이기 때문에 연장노동수당을 지급받음) 처음에는 정주리에게 엄청난 금액의 수당을 요구했다가도 나중에는 철회해주기도 한다. 정주리씨가 엄마가 선물한 가방을 홈쇼핑에서 진품과 비교하면서 망가뜨린 쇼호스트들의 무례함에 화가 나서 홈쇼핑을 망치고, 홈쇼핑에서도 더 이상 홍초 계약을 맺지 않겠다고 하자, 미스 김이 나서서 홈쇼핑 모델, 장규직의 악성 모발을 펴는 미용기구 선전(미용사 자격증이 있음.)을 하여 완판을 하여 정주리를 도와주었다. 홈쇼핑에서도 미스 김과 약속을 한대로 홍초를 팔 수 있는 기회를 만들어 주어, 황갑득 부장이 미스 김에게 수고했다고 칭찬을 하고, 고정도 과장은 홈쇼핑 모델 자격증도 있는 거야?라면서 칭찬을 했다. 당연히 마케팅 영업지원부에서 같이 일하는 정신노동자들도 박수로 환대하는 등 오히려 위기를 좋게 바꾸는 일을 하기도 한다. 또 정규직 노동자들과 여러 차례 내홍을 겪지만 그들의 진심을 조금씩 느끼면서 난관을 해쳐가고, 자신도 정규직 노동자들의 도움을 받으면서 과거 은행에서 근무했던 자신을 발견하면서 다시금 사람간의 정과 고마움을 느끼게 된다.

3개월 노동계약을 마치고 스페인에서 여행을 하다 돌아와서 장규직이 일하는 물류센터에 3개월 계약직 면접을 봄.

## 등장인물

### 주요 인물
| 연기자 | 한국판    | 일본판                               | 연봉       | 별명     | 배역 설명 |
| ------ | --------- | ------------------------------------ | ---------- | -------- | --- |
| 김혜수 | 미스김 역 | 오오마에 하루코 역 (시노하라 료코)   | 알 수 없음 | 들개인간 | 3개월 계약직. 본명 김점순. 국내최초 자발적 비정규직. |
| 오지호 | 장규직 역 | 쇼지 타케시 역 (오오이즈미 요)       | 5,700만원  | 장교주   | 팀장(정규직). 32세. 회사의, 회사에 의한, 회사를 위한 남자, 연차대비 최고 연봉의 엘리트 사원. 은행원들이 정리해고에 반대하여 노동쟁의인 파업에 들어갔다가 가스가 폭발하는 화재사고로 희생된 사건현장에 엄마(진 계장)가 계셨고, 파업기간 동안 부모님이 다투던 아픔이 있다. 엄마와 같은 직장에서 일하던 미스 김이 지금은 디에이치 은행인 대한은행 앞에서 우는 모습을 보고 자신과 같은 기억속에서 사는 인물임을 헤아린다. 정규직과 비정규직의 관계를 계급, 그동안 취직준비 비용, 사교육비가 얼마인데 고용이 불안정한 기간제 비정규직과 결혼하냐고 하는 장규직의 말속에는 신자유주의로 인해 노동시장이 정규직과 비정규직으로 분열된 사회에 대한 비판이 담겨 있다. |
| 정유미 | 정주리 역 | 모리 미유키 역 (카토 아이)           | 1,200만원  | 장주희   | 3개월 계약직. 26세. 학자금 대출 빚에 허덕이는 햇병아리 계약직. 햐지만 엄마에게 잘하자 도시락을 만들자는 꾀를 내고, 비용을 적게 들이도록 옥수수 플라스틱 도시락 그릇을 생각해낸 영리한 여성노동자이다. 이를 보고 황갑득 부장이 계약을 부당하게 해지하려고 했지만, 미스 김이 유도시합으로 망신을 주어 계약이 연장되도록 했다. 3개월 후에 사용자와의 노동계약기간이 연장되지만, 미스 김의 격려(정규직이냐, 비정규직이냐는 중요하지 않아. 주리 씨의 길을 가면 되는 거야)에 용기를 내어, 자신이 하고 싶은 일이 무엇인지 곰곰히 생각하고 동화작가가 됨. |
| 이희준 | 무정한 역 | 사토나카 켄스케 역 (고이즈미 코타로) | 3,900만원  | 무말랭   | 팀장(정규직). 32세. 마음씨 좋은 상사지만, 업무에 있어서는 규직에 뒤처지는 상사. 하지만 친절하다고 해서 업무능력이 뒤떨어지는 것은 아니다. 엄마에게 잘하자 도시락을 주리 씨가 낸 꾀덕분에 기획하고, 임원들 앞에서 훌륭하게 프레젠테이션(발표회)를 하여 널리 번창하도록 한다. |
| 전혜빈 | 금빛나 역 | 쿠로이와 쿄코 역 (이타야 유카)       | 3,000만원  | 순수녀   | 사원(정규직). 25세. DH은행장 딸로, 대중교통 한번 탄적 없는 세상 물정 까마득한 여자노동자. 금빛나 씨가 출근을 버스로 했다는 소식을 듣고 마케팅 영업부 노동자들이 기뻐할 정도로 금빛나 씨는 대중교통을 타고 출근한 적이 없었다. 정주리 씨의 직장 친구이기도 해서, 두 사람이 시내버스로 출근을 하다 기사님의 배탈로 인해 출근시간에 늦을 걱정을 하기도 한다. 다행히 미스 김이 나서서 버스 운전을 하여 직장까지 무사히 바래다주었다. 3개월 후 미스 김이 노동계약기간이 끝나 와이장을 떠난 후, 대리로 승진하여 직급에 걸맞은 성숙함을 보인다. |

### 마케팅 영업부
| 연기자 | 한국판    | 일본판                               | 연봉      | 별명            | 배역 설명 |
| ------ | --------- | ------------------------------------ | --------- | --------------- | --- |
| 김응수 | 황갑득 역 | 키리시마 토시로 역 (마츠카타 히로키) | 8,200만원 | 두꺼비          | 부장(정규직). 54세. 마케팅 영업부 절대실세. 부장급으로 승진했다는 사실은 철저하게 회사를 위해 헌신하는 회사형 인간임을 뜻한다. 러시아 대형마트 '째로바치' 사라시바 CEO과의 수출교섭을 미스 김이 여장부다운 씩씩함과 러시아말을 구사함으로써 이끌어낼 정도로 뛰어난 능력을 보여주자, 같이 일하는 분을 통해 단골밥집 무료식권을 보내고, 직접 정규직 전환을 바라는 뜻을 묻는 등 어떻게든 같이 일하고 싶어한다. |
| 이지훈 | 구영식 역 | 등장하지 않음                        | 3,700만원 | 백수가 아니라니 | 대리(정규직). 34세. 규직과 정한의 입사 선배. 늘 제자리인 봉희의 남자 |
| 나승호 | 신민구 역 | 등장하지 않음                        | 3,200만원 | 뒷구정 날라리   | 사원(정규직). 29세. 영업부 내 아부와 야망의 정석이다. |
| 이미도 | 박봉희 역 | 등장하지 않음                        | 1,800만원 | 식탐희          | 5년차 계약직. 29세. 속도위반이라는 말을 싫어한다. 구영식과의 사이에서 혼전임신을 했고, 무기계약직(노동계약기간의 정함을 두지 않는 비정규직 노동자. 기간제와 달리 고용이 불안하지는 않지만, 노동조건이 기간제 비정규직과 같다. = 공무직)으로 전환됨. |
| 송지인 | 오지랑 역 | 시마다 역 (이리야마 노리코)          | 1,600만원 | 가십계 토끼귀   | 2년차 계약직. 25세. 사내 핫뉴스는 가장 빨리 캐치하는 소식통 |
| 이소윤 | 연다라 역 | 타케이 히토미 역 (시미즈 유키)       | 1,500만원 | 다라다라 연다라 | 1년차 계약직. 24세. 계약직 트리오의 막내 계약직계의 금빛나 |

### 마케팅 영업 지원부
| 연기자 | 한국판    | 일본판                               | 연봉      | 별명     | 배역 설명 |
| ------ | --------- | ------------------------------------ | --------- | -------- | --- |
| 조권   | 계경우 역 | 아사노 츠토무 역 (카츠지 료)         | 3,000만원 | 계초식남 | 사원(정규직). 27세. 빛나와 대학 동기이자, 와이장 상반기 공채 입사 동기, 주리에 푹빠져 짝사랑 중 |
| 김기천 | 고정도 역 | 오가사와라 시게루 역 (코마츠 마사오) | 6,200만원 | 영업맨   | 과장(정규직). 57세. 황갑득과 입사동기. "영업맨"이라는 별명에서 알 수 있듯이, 사무자동화 도입 이전에는 유능한 영업직 정신노동자였지만, 사무자동화 도입 이후에는 컴퓨터로 일하는 시대변화를 따라가지 못해 승진도 뒤처지게 된다. 하지만 옹자염 회장과 판매계약서를 손글씨로써 작성하여, 젊은 노동자들이 하지 못하는 업무능력을 보여주었다. 주리 씨가 제안하고, 무정한 팀장이 프레젠테이션을 하였고, 직접 여의도 광장에서 미스 김이 "이 감자조림은 정주리 씨의 어머니가 알려주신 레시피로써 만든 것입니다."라고 설명하면서 선전하여 소비자들의 입맛에 맞는지 알아봄으로써 준비한 엄마에게 잘하자 도시락 카페 점장이 되어 홀로서기를 한다. |

### 제품개발 관리부
| 연기자 | 한국판    | 일본판        | 연봉      | 별명 | 배역 설명                                                                  |
| ------ | --------- | ------------- | --------- | ---- | -------------------------------------------------------------------------- |
| 김나운 | 여장미 역 | 등장하지 않음 | 5,800만원 | -    | 부장(정규직). 44세. 제품개발 관리부의 실세, 연하의 남자 아이돌을 좋아한다. |

### BAR 마츄픽츄
| 연기자 | 한국판      | 일본판                           | 연봉      | 별명 | 배역 설명                                                                            |
| ------ | ----------- | -------------------------------- | --------- | ---- | ------------------------------------------------------------------------------------ |
| 김보미 | 조호분 역   | 아마야 마유코 역 (시라카와 유미) | 해당 없음 | -    | 사장. 마츄픽츄의 여사장, 점순을 딸처럼 여기며 계약기간 마다 함께 지낸다.             |
| 이현재 | 훌리세사 역 | 아마야 류토 역 (시로타 유우)     | 해당 없음 | -    | 직원. 페루 국적의 사시사철 치골 드러내는 찢청년. 살사추며 여심 홀리는 이국의 마초남. |

### 파견의 품격
| 연기자 | 한국판    | 일본판                       | 연봉      | 별명 | 배역 설명 |
| ------ | --------- | ---------------------------- | --------- | ---- | --- |
| 오용   | 안종철 역 | 히토츠기 신야 역 (야스다 켄) | 3,200만원 | -    | 잡매니저(정규직). 32세. 계약직을 위해 존재하는 계약직 잡매니저. 공공부문이라면 기간제, 무기계약직 노동자들의 복무를 담당하는 주무관이 비정규직 노동자들의 삶을 돌볼 것이다. |

### 그 외 인물
| 연기자               | 한국판          | 일본판                             | 연봉            | 배역 설명 |
| 제품개발 관리부      | 제품개발 관리부 | 제품개발 관리부                    | 제품개발 관리부 | 제품개발 관리부 |
| -------------------- | --------------- | ---------------------------------- | --------------- | --- |
| 김기연               | 황민아 역       | 배역 설정이 다름                   | 3,500만원       | 대리(정규직). 계약직인 안태수와 사내연애 커플로 결혼에까지 골인하게 된다. |
| 채지원               | 개발부 막내 역  | 등장하지 않음                      | 3,000만원       | 사원(정규직). 빛나와 대학동기이고 입사동기, 개발부 정규직 트리오의 막내 |
| 기타 와이장 사람들   |                 |                                    |                 | |
| 박진욱               | 안태수 역       | 배역 설정이 다름                   | 2,200만원       | 식품 재무부 2년차 계약직. 정규직과 사내연애 커플로 유명세를 탄 인물 |
| 이인철               | 박본좌 역       | 등장하지 않음                      | 1억 500만원     | 식품 총괄부 상무(정규직). 와이장 피구왕이라 불리는 식품 총괄부 상무 |
| 민성욱               | 맹인사 역       | 등장하지 않음                      | 3,500만원       | 인사부 대리(정규직). 와이장식품 인사부 대리 |
| 홈마트               |                 |                                    |                 | |
| 김광규               | 마트점장 역     | 로쿠 역 (와타나베 잇케이)          | 알 수 없음      | 점장(정규직). 미스김의 활약으로 마트 매출이 좋아져 점장으로 승진한다. |
| 김해곤               | 마트상무 역     | 본부장 역 (스나가 케이)            | 알 수 없음      | 상무(임원.). 게장쇼를 기획한 홈마트 본사 상무. |
| 째로바치 마트        |                 |                                    |                 | |
| 타티나               | 사라시바 역     | 타치아나 역                        | 알 수 없음      | CEO. 러시아 대형마트 '째로바치' CEO. 별명이 살무사. 와이장과 교섭을 할 때에 제시한 조건을 바꾸지 않았고, 오히려 할인을 제시한 식품회사와 계약을 하겠다고 겁박을 하기까지 한다. 하지만 미스 김이 나서서 "나 빡쳐스까!"라고 어르고, "동의하는 거죠?"(러시아어)라고 달래자 결국 와이장이 제시한 조건대로 계약을 한다. |
| Super 홈쇼핑         |                 |                                    |                 | |
| 고수희               | 최다성 역       | 등장하지 않음                      | 4,800만원       | MD(정규직). 입사 9년차, 출연하는 제품마다 완판을 기록한다. |
| 이준혁               | 한정수 역       | 등장하지 않음                      | 4,500만원       | PD(정규직). 입사 6년차 Super 홈쇼핑 PD |
| 소희정               |                 | 등장하지 않음                      | 알 수 없음      | Super 홈쇼핑 쇼호스트 |
| 엄마손 식당          |                 |                                    |                 | |
| 동방우               | 식당 사장 역    | 지로 역 (히라노 야스유키)          | 알 수 없음      | 미스김과 고정도의 단골식당 엄마손의 사장 |
| 대한은행 (현 DH은행) |                 |                                    |                 | |
| 이덕희               | 진미자 역       | 등장하지 않음                      | 알 수 없음      | 계장(계약직). 점순의 옛 직장상사로, 정리해고에 반대하는 금융노동자들의 은행점거시위 중에 화재로 사망하였다. 규직의 어머니. |
| 강신철               | 원주환 역       | 배역 설정이 다름                   | 알 수 없음      | 대리(정규직). 대한은행 시절 점순과 사내연애 커플 |
| 김종구               | 금배집 역       | 태양은행 행장 역                   | 알 수 없음      | 행장. 빛나의 아버지이자 DH은행의 은행장, 규직을 사윗감으로 눈 여겨 보고있다. |
| 정주리 고향집        |                 |                                    |                 | |
| 김미경               | 김숙자 역       | 오오시마 요코 역                   | 해당 없음       | 정주리의 어머니. 부산에서 살면서 서울에서 살고있는 딸 주리를 걱정함. |
| 염고대 출신 사람들   |                 |                                    |                 | |
| 오창훈               | 박승오 역       | 등장하지 않음                      | 알 수 없음      | 차성식품 대리 (정규직). 주리 (염고대 지방 캠퍼스)의 첫사랑으로, 2007년 은행화재사건을 주리와 함께 지켜본 장본인. |
| 공상아               | 손보라 역       | 등장하지 않음                      | 알 수 없음      | DDK 과장(정규직). 주리 (염고대 지방 캠퍼스)의 대학 동기, 우연히 주리를 만나 자신의 회사에 면접을 제안한다. |
| 최인경               | 강동희 역       | 등장하지 않음                      | 알 수 없음      | 염고대 교직원(정규직). 규직과 정한의 동기이자 빛나와 경우의 선배, 조교로 일했을 당시 규직이 휴학계를 제출해 규직의 비밀을 알게 된다. |
| (주)옹자염           |                 |                                    |                 | |
| 권성덕               | 옹아집 역       | 하시다테 쿠니코 역 (모타이 마사코) | 알 수 없음      | 회장. 국내 자염 생산업체 옹자염 운영 |
| 한승현               | 옹소신 역       | 등장하지 않음                      | 해당 없음       | 옹아집의 아들 |
| 이아라               | 며느리 역       | 하시다테 아유미 역 (토야마 쿄오코) | 해당 없음       | 옹아집의 며느리. 조산사 자격증을 취득한 미스김의 활약으로 성공적으로 출산함. |
| 와이장 된장학교      |                 |                                    |                 | |
| 이정섭               | 장득대 역       | 등장하지 않음                      | 알 수 없음      | 훈장 (부장급). 매년 와이장에서 행사 지원을 받는 와이장 된장학교 |
| 쓰이소               |                 |                                    |                 | |
| 황석정               | 한범만 역       | 등장하지 않음                      | 알 수 없음      | CEO. 와이장과 옥수수 플라스틱 도시락 케이스 생산 계약을 맺음. |

### 특별출연
- 김준현 : 건설노동자 역
- 허경환 : 중국집 배달노동자 역
- 양상국 : 세차장 노동자 1역
- 김기열 : 세차장 노동자 2역
- 김기리 : 경비원 역
- 정원중 : 장대한 역
- 정일우 : 차성간장 모델 역 (사진)
- 김병만 : 게장의 달인 역

## 시청률
최저 시청률과 최고 시청률은 시청률 조사회사와 지역별로 시청률에 차이가 있을 수 있습니다.
| 2013년      | 2013년      | 2013년                                 | 2013년         | 2013년       | 2013년         | 2013년       |
| 회차        | 방송일      | 부제 (서브 타이틀)                     | TNmS 시청률    | TNmS 시청률  | AGB 시청률     | AGB 시청률   |
| 회차        | 방송일      | 부제 (서브 타이틀)                     | 대한민국(전국) | 서울(수도권) | 대한민국(전국) | 서울(수도권) |
| ----------- | ----------- | -------------------------------------- | -------------- | ------------ | -------------- | ------------ |
| 제1회       | 4월 1일     | 미스김 비긴즈                          | 9.4%           | 9.8%         | 8.2%           | 8.9%         |
| 제2회       | 4월 2일     | 똥과 된장의 차이                       | 9.3%           | 9.9%         | 8.6%           | 9.0%         |
| 제3회       | 4월 8일     | 1%의 우정                              | 10.6%          | 11.8%        | 12.3%          | 12.1%        |
| 제4회       | 4월 9일     | 세상 어디에도 없는 착한 상사           | 12.2%          | 13.5%        | 12.1%          | 12.1%        |
| 제5회       | 4월 15일    | 출근하라, 한 번도 상처받지 않은 것처럼 | 12.0%          | 12.6%        | 13.4%          | 12.5%        |
| 제6회       | 4월 16일    | 그 많던 월급은 누가 다 먹었을까?       | 13.3%          | 13.4%        | 14.2%          | 14.6%        |
| 제7회       | 4월 22일    | 그들만의 자존심                        | 13.6%          | 14.9%        | 14.0%          | 14.1%        |
| 제8회       | 4월 23일    | 누군가는 하고있다, 사내연애            | 13.2%          | 14.6%        | 14.6%          | 13.9%        |
| 제9회       | 4월 29일    | 당신의 인사고과는 안녕하십니까?        | 13.5%          | 12.6%        | 13.5%          | 13.2%        |
| 제10회      | 4월 30일    | 고과장의 시계는 거꾸로 간다.           | 13.3%          | 14.3%        | 14.5%          | 14.8%        |
| 제11회      | 5월 6일     | 누구에게나 상처는 있다.                | 12.2%          | 12.8%        | 13.6%          | 13.8%        |
| 제12회      | 5월 7일     | 엄마한테 잘하자                        | 12.8%          | 13.4%        | 14.0%          | 13.9%        |
| 제13회      | 5월 13일    | 아프니까 계약직이다.                   | 11.6%          | 11.9%        | 13.1%          | 13.8%        |
| 제14회      | 5월 14일    | 천 번을 흔들려야 회사원이 된다.        | 11.8%          | 13.0%        | 12.8%          | 13.2%        |
| 제15회      | 5월 20일    | 영원한 적도 동지도 없다.               | 11.8%          | 12.8%        | 14.4%          | 16.2%        |
| 제16회      | 5월 21일    | 돌아와요 미스김 (최종회)               | 12.8%          | 13.6%        | 14.2%          | 14.9%        |
| 평균 시청률 | 평균 시청률 | 평균 시청률                            | 12.1%          | 12.8%        | 13.0%          | 13.2%        |

## 사운드 트랙

### Part. 1
| #  | 제목                      | 작사 | 작곡 | 재생 시간 |
| -- | ------------------------- | ---- | ---- | --------- |
| 1. | 〈아마도〉 (10cm)         | 10cm | 10cm | 3:25      |
| 2. | 〈아마도 (Inst.)〉 (10cm) |      | 10cm | 3:25      |

### Part. 2
| #  | 제목                           | 작사   | 작곡         | 재생 시간 |
| -- | ------------------------------ | ------ | ------------ | --------- |
| 1. | 〈멀리서 안부〉 (윤하)         | 김이나 | 김병석, 윤하 | 4:06      |
| 2. | 〈멀리서 안부 (Inst.)〉 (윤하) |        | 김병석, 윤하 | 4:06      |

### Part. 3
| #  | 제목                             | 작사   | 작곡   | 재생 시간 |
| -- | -------------------------------- | ------ | ------ | --------- |
| 1. | 〈나는 바보다〉 (김태우)         | 홍진영 | 홍진영 | 4:05      |
| 2. | 〈나는 바보다 (Inst.)〉 (김태우) |        | 홍진영 | 4:05      |

### Part. 4
| #  | 제목                        | 작사   | 작곡   | 재생 시간 |
| -- | --------------------------- | ------ | ------ | --------- |
| 1. | 〈사랑하자〉 (컬투)         | 김희탐 | 마시따 | 3:24      |
| 2. | 〈사랑하자 (Inst.)〉 (컬투) |        | 마시따 | 3:24      |

### Part. 5
| #  | 제목                                  | 작사       | 작곡          | 재생 시간 |
| -- | ------------------------------------- | ---------- | ------------- | --------- |
| 1. | 〈사랑 빼고 거짓말〉 (신지수)         | 이단옆차기 | 텐조와 타스코 | 3:52      |
| 2. | 〈사랑 빼고 거짓말 (Inst.)〉 (신지수) |            | 텐조와 타스코 | 3:52      |

### 직장의 신 OST
| #   | 제목                                | 작사       | 작곡          | 재생 시간 |
| --- | ----------------------------------- | ---------- | ------------- | --------- |
| 1.  | 〈아마도〉 (10cm)                   | 10cm       | 10cm          | 3:25      |
| 2.  | 〈멀리서 안부〉 (윤하)              | 김이나     | 김병석, 윤하  | 4:06      |
| 3.  | 〈나는 바보다〉 (김태우)            | 홍진영     | 홍진영        | 4:05      |
| 4.  | 〈사랑하자〉 (컬투)                 | 김희탐     | 마시따        | 3:24      |
| 5.  | 〈사랑 빼고 거짓말〉 (신지수)       | 이단옆차기 | 텐조와 타스코 | 3:52      |
| 6.  | 〈Love is〉 (김혜수)                | 개미       | 개미          | 4:08      |
| 7.  | 〈세뇨리따 김〉 (Various Artists)   |            | 개미, 이건영  | 2:17      |
| 8.  | 〈활약〉 (Various Artists)          |            | 개미, 이건영  | 2:41      |
| 9.  | 〈사랑 그 느낌〉 (Various Artists)  |            | 개미, 이건영  | 2:53      |
| 10. | 〈해결사 미스김〉 (Various Artists) |            | 안진실        | 2:55      |
| 11. | 〈멈춰진 시계〉 (Various Artists)   |            | 개미, 이건영  | 3:03      |
| 12. | 〈무서운 미스김〉 (Various Artists) |            | 개미          | 2:52      |
| 13. | 〈세뇨리따 김2〉 (Various Artists)  |            | 이건영        | 2:21      |

## 수상 경력
- 2013년 KBS 연기대상 대상 / 베스트 커플상 김혜수
- 2013년 KBS 연기대상 미니시리즈 부문 남자 우수연기상 / 베스트 커플상 오지호

## 일본판과의 차이점
- KBS 드라마운영팀의 곽기원 팀장의 인터뷰에서, "'직장의 신'이 해외 원작 그대로 극화한 국내 제작 드라마인 점에 착안하여, 국내 정서에 미칠 파급력을 고려해서 기획했기 때문에, 한국판은 내용 전개상 에피소드 설정이 대폭 교체되어, 극 중에서 일본정서와 한국정서가 맞지 않는 부분이 적지 않다"라고 덧붙였다.

### 도입부 내레이션 차이
일본은 파견직으로 설정되어 있는 반면, 한국은 파견의 개념이 생소하기에 비정규직 계약직이라 설정되었다.
일본판 (내레이션 타구치 토모로오)
| “ | 콧대높은 정사원은 오래 가지 못하는 법, 지금은 파견 없이 회사는 돌아가지 않는다. 예를 들어, 오오마에 하루코. 그녀의 사전에 불가능과 잔업이라는 단어는 없다. 번거로운 인간관계는 일절 배제하고, 3개월 계약종료와 함께 어딘가로 사라진다. 하지만 슈퍼 파견 오오마에 하루코가 어째서 비정사원의 길을 골랐는지는 확실치 않다. | ” |

한국판 (내레이션 김종성)
| “ | IMF 이후 16년, 비정규직 노동자 800만 시대. 이제 한국인의 소원은 통일이 아니라 정규직 전환이 되었다. 하지만 모두가 정규직을 바라는 가운데, 스스로 계약 인생을 택한 자가 있었으니 이름하여 국내 최초 자발적 비정규직 미스김. 그녀의 사전에 수당없는 업무와 야근은 없다. 번거로운 인간관계는 일절 배제하고 3개월의 계약기간이 끝나면 한국땅을 떠난다. 하지만 그녀가 어떤 연유로 스스로 미스김이라 이름짓고 계약직의 길로 들어섰는지는 아무도 모를 일이다. | ” |

### 에피소드 차이
일본정서와 한국정서가 맞지 않는 부분과 6부로 늘어난 한국판의 내용 전개상 에피소드 설정을 대폭 교체되었다.
- 미스김과 무정한의 첫만남

한국판에는 비행기 안에서 미스김과 장규직의 첫 만남을 그리고, 정한은 당시 전경이었던 2007년 은행 화재사건과 연루되어 있다.
- 오오마에와 미스김 업무의 차이

오오마에 하루코는 사무업무 외 잡무는 하지 않는다. 미스김은 사무실, 화장실, 복도 등을 청소하고 정수기 물통 교체, 각종 수리까지 도맡는다.
- 정사원 금빛나 역할 차이

쿠로이와 쿄코 (금빛나)는 쇼지 (장규직), 사토나카 (무정한)와 입사 동기이며, 모리 미유키 (정주리 역)와 대립관계이다.
- 계약직 트리오와 정주리와의 관계

일본판에는 사치가 심한 계약직 트리오와 가난한 생활을 하는 모리 미유키와의 관계가 좋지 않지만, 한국판에서는 서로 의지하며 밥도 같이 먹는다.
- 미스김의 과거

오오마에 하루코의 정리해고까지는 같지만, 한국판에는 은행 화재사건 에피소드가 나오며 더욱 심층적으로 다뤘다.
- 참치 해체 쇼

한국사람들에게는 낮선 참치 해체 쇼인터라, 참치를 게장으로 바꿔 게장의 달인을 섭외해 마트에서 게장 쇼를 벌이기도 했다. 하지만 게장의 달인으로 출연할 사람이 사정이 생겨서 미스 김이 간장게장을 담그는 역할을 한다.
- 회식

오오마에는 소정노동시간을 초과하는 연장노동은 간간히 했으나 회식은 거부하지만, 미스김은 폭탄주 말기, 가위 쇼, 탬버린 치기로 100만 원의 연장노동수당을 받고 회식에 참여한다. 회식시간도 노동과 이어지는 노동시간이기 때문에, 연장노동수당을 받는 것이 맞다. 회식장면에서 여성 노동자들이 남자노동자들 앞에서 노래를 부르는 장면으로써, 여성이 남성과 동등한 인간이 아닌 여성들의 춤과 노래가 남성들의 볼거리인 사회를 비판한다.
- 버스기사 에피소드

오오마에는 대형 트럭을 몰았고, 미스김은 1종대형면허를 취득했기 때문에 시내버스를 운전하였다. (버스운전노동자가 배탈이 나서 일을 할 수 없자, 대형면허가 있는 미스 김이 버스 기사로 나서서 서울시민들의 아침 출근길을 책임진다.)
- 역학 카운셀링 자격

오오마에 하루코는 없는 자격증이지만, 미스김은 회사 사람들의 손금을 봐주며 과거와 미래를 점쳐준다.
- 홈쇼핑 모델

일본판에는 일화가 등장하지 않고, 한국판에는 미스 김이 홈쇼핑 일화에서 선보인 내복 쇼, 볶음라면 시식, 미용 쇼(미용사 자격증 소지)를 다뤘다.
- 계약직과 정규직의 결혼식

파토난 결혼식에 오오마에 하루코는 홀로 등장해 부장에게 결제를 받고 나가고, 미스김은 파토날 뻔한 결혼식에 신부 아버지를 대신해 신부입장을 함께하고 부장 결재를 받고 홀연히 사라진다.
- 사내 체육대회

일본판에는 없는 에피소드이며, 한국판은 이것을 통해 한국의 계약직과 정규직의 사내연애를 심층적으로 다뤘다.
- 거래처에서의 출산 에피소드

일본판에는 어머니의 집으로 출산휴가를 온 딸과의 관계를 다루고, 한국판에는 고 과장의 도움말대로 좋은 소금을 만드는 옹자염에 간 날에 출산휴가를 온 며느리와 시아버지(김성덕 연기)의 관계를 다룬다.
- 권고사직 에피소드

오오마에 하루코는 승강기 기사 자격으로 엘리베이터에서 오가사와라를 구출하지만, 한국판에는 미스김이 승강기 기사 자격증이 없어 고 과장을 업고 14층까지 뛰어 올라간다.
- 행사 에피소드

일본판에는 오오마에가 발렌타인데이 행사를 나와 홀로 하트초콜렛 탈을 쓰지만, 한국판에는 메주학당 지원행사에서 규직과 정한, 빛나, 미스김까지 탈을 쓰고 이정섭 씨가 연기한 훈장과 어린이 관객 앞에서 쇼를 벌인다.
- 정주리의 어머니

일본판에는 목소리로만 등장하고, 한국판에는 서울로 올라와 주리의 부서 동료들에게 도시락을 싸다주면서 등장한다.
- 정주리의 기획안 아이템

모리 미유키는 주머니 사정이 어려운 비정규직 (파견직) 노동자들을 위한 ‘파견 도시락’을 기획하고, 정주리는 어머니의 반찬을 떠올리며 뷔페식 도시락 카페인 ‘엄마에게 잘하자’를 기획한다. 그래서 미스 김이 시식회를 할 때에 감자조림을 점심을 먹으러 온 노동자들에게 담아주면서, "정주리 씨의 어머니가 만든 레시피로써 만든 감자조림입니다."라고 한 것도 도시락카페가 정주리 씨가 생각해낸 상품임을 잊히지 않도록 하기 위해서였다.
- 황부장과 미스김의 운동 종목 대결

모리 미유키 (정주리)의 계약해지가 확정됐을 때 그녀를 구하기 위하여 오오마에는 키리시마와 검도로 대결을 하고 미스김은 황 부장과 유도로 대결한다.
- 도시락 PT 사건

쇼지 타케시 (장규직)는 PT 사건 이후 곧바로 사직서를 내고 잠적했지만, 장규직은 대기발령 상태로 직위해제되어 계약직들의 잡무를 돕는다.
- 도시락 케이스

사토나카 켄스케 (무정한)는 쌀 플라스틱 케이스를 기획하고, 무정한은 주리 씨가 기억을 떠올려준 덕분에 옥수수 플라스틱 케이스를 기획한다. 미스김과 장규직이 쓰이소와 계약을 체결해 상품화된다. (한국판 아기울음 그치기 비법은 쓰이소와 계약체결할 때 등장한다.)
- 가스 누출사고

일본판에는 쇼지 타케시와 오오마에 하루코가 엔딩에서만 다시 재회하고, 한국판에는 장규직의 가스 누출사고로 미스김에게 구조 받고 스페인으로 떠나기 전에 작별인사를 한다.
- 정주리의 재계약 거절

모리 미유키 (정주리)는 계약기간 연장 제안을 거절하고, 정규직으로 전환될 수 있는 6개월 계약직으로 재입사한다. 정주리도 계약기간 연장(사용자가 기간제 또는 계약직 노동자와 노동계약기간을 연장함.)을 제안받지만, 자신이 잘 할 수 있는 일을 하라는 미스 김의 도움말대로 계약기간 연장을 거절하고 동화작가의 길을 걷는다.

## 미스김 사용설명서
하단의 내용들은 공식 홈페이지에 나온 설명서를 토대로 정리한 것이다.

사용 시간
- <업무시간> 준수요망!

정규 업무시간 (AM 9:00~PM 6:00. 점심시간 제외) 엄수를 원칙으로 하고. 야근이나 잔업의 강요는 일체 거부한다.
- 시간 외 수당이 발생함을 주의!(

퇴근 시간 후 업무 요청 시, 시간 외 수당 계약서가 요청되며 10분마다 자동적으로 할증이 부과된다.
- 수당 없는 초과업무의 최대 허용시간은 10분으로 제한한다.
- 정수기 교체, 비품수리 등과 같은 육체적 업무 종료 시 근육 뭉침 방지를 위한 간단한 스트레칭이 필요하니 종료 후 30초 대기 후 사용 신청 요망.

유의 사항
- 3개월 계약을 원칙으로 하며 정규직 전환 제의는 사절한다.
- 직장 내의 직원들에게 어떠한 현물이나 선물을 일체 받지 않는다.
- 만약 체온이 37도 이상으로 올라간 것을 확인할 경우, 당장 쉬게할것. 업무 처리에 막대한 지장을 줄 수도 있음.

사용 분류
| 항목              | 관련사항                                                                           |
| ----------------- | ---------------------------------------------------------------------------------- |
| 부서담당 기본사무 | 직속상사 지시의 모든 부서업무 관련 서류 작성 및 잡무                               |
| 문서 관련         | 표, 틀 고정, 정렬, 자동필터, 함수 등 데이터 입력과 문서 작성 및 분류               |
| 대외 업무         | 타부서 업무 요청 시 직속 상사 결재 요망                                            |
| 전화 업무         | 영어, 일본어, 몽골어 등 다수 외국어 가능 (전화, 간단한 문서번역업무에 한함)        |
| 회의 준비         | 미팅 시 프리젠테이션 장치 및 회의자료 세팅, 손님 자리 및 차 세팅                   |
| 사무용품 관련     | 사무용품 고장 관련 자체 수리 가능 (복사기, 서류분쇄기, 컴퓨터, 팩스, 각종 집기 등) |
| 비품 관련         | 정수기 물통 교체 및 관리. 각종 문구류, 커피메이커 등 비품 관리, 주문               |

## 미스김의 경력 및 자격증
* 하단의 경력과 자격증은 방송된 드라마와 공식 홈페이지의 자료를 기초로 작성되었다.

### 경력
- 은행원
- 투우사
- 마트캐셔
- 해녀
- 꽃게손질보조
- 버스기사
- 홈쇼핑 모델
- 커플매니저 외 90곳

### 자격증
- 자격증에는 미스김의 이름이 김점순으로 표기되어 있다.

| - 컴퓨터 · 서비스 - 워드프로세서 자격시험 (대한상공회의소) - 한글속기 1급 (대한상공회의소) - 속독사 자격 - 목욕관리사 자격 : 실제로는 목욕관리사 자격은 없으며, 사설목욕관리사 학원들이 발급하는 수료증이다. - 공인중개사 자격 - 통역사 자격 - 역학 카운셀링 자격 - 식품 - 식품위생관리사 자격 - 조리사 자격 - 제빵기능사 자격 (한국산업인력공단) - 회 자격증 (한국생선회 협회 주관) - 사고 · 감정 · 관리 - 보석감정사 자격 - 병아리 감별사 - 농산물품질관리사 - 방사선 관리 기능사 - 신용관리사 자격 - 열쇠관리사 자격 - 도로교통사고감정사 - 화재조사관 자격 - 재난인명구조요원 자격 - 정비 · 운전 면허 - 2종 보통 면허 (승용 차량 및 9인승 이하 SUV 차량 운전 면허) - 1종 보통 면허 (화물 및 15인승 이하 승합 차량 운전 면허) - 1종 대형 면허 (대형 차량 운전 면허) - 중장비 기사 자격 (건설기계 조종사 면허) - 항공 정비사 자격 - 항해사 자격 | - 외국어 회화 - 영어 회화 자격 - 일본어 회화 자격 - 중국어 회화 자격 - 몽골어 회화 자격 - 스페인어 회화 자격 - 러시아어 회화 자격 - 미용 · 문화 예술 관련 - 미용(헤어) 자격 - 웨딩 메이크업 자격 - 안마마사지 지압 자격 - 컬러리스트 자격 - 플로리스트 자격 - 종이접기마스터 (한국종이접기협회 주관) - 문화재 수리 기능 자격 - 패션 스타일리스트 자격 - 유도 초단 단증 - 의료 - 간호사 면허 - 조산사 면허 (간호사 면허 소지자만 가능) - 의료전자기능사 (한국산업인력공단) - 수의사 면허 |

## 동시간대 드라마
- MBC 월화 미니시리즈

《구가의 서》 (2013년 4월 8일 ~ 2013년 6월 25일)
- SBS 월화 미니시리즈

《야왕》 (2013년 1월 14일 ~ 2013년 4월 2일)
《장옥정, 사랑에 살다》 (2013년 4월 8일 ~ 2013년 6월 25일)